# Vasil Spasov (scacchista)
Vasil Spasov (in bulgaro Васил Спасов?; Varna, 17 febbraio 1971) è uno scacchista bulgaro, Grande maestro.

## Carriera
Nel 1989 vinse a Tunja in Colombia il Campionato del mondo juniores (under-20).
Cinque volte vincitore del Campionato nazionale bulgaro (1990, 1997, 2000, 2003 e 2008).
Ha partecipato con la nazionale bulgara a otto Olimpiadi degli scacchi dal 1990 al 2006, ottenendo il 57,6 % dei punti.
Nel 1990 partecipò al torneo interzonale di Manila, valido per le qualificazioni al Campionato del mondo 1993. Spasov si classificò 23º su 64 partecipanti, ma solo i primi otto giocatori potevano accedere al torneo dei candidati. Il torneo fu vinto alla pari da Boris Gelfand e Vasyl' Ivančuk.
Ha raggiunto il rating FIDE più alto in settembre 2010, con 2621 punti Elo.